# Mitchell Gaylord
Mitchell Gaylord född den 10 mars 1961 i Van Nuys, Kalifornien, är en amerikansk gymnast.
Han tog OS-guld i lagmångkampen, OS-silver i hopp, OS-brons i ringar och OS-brons i barr i samband med de olympiska gymnastiktävlingarna 1984 i Los Angeles.